# 티그라트-필레세르 1세

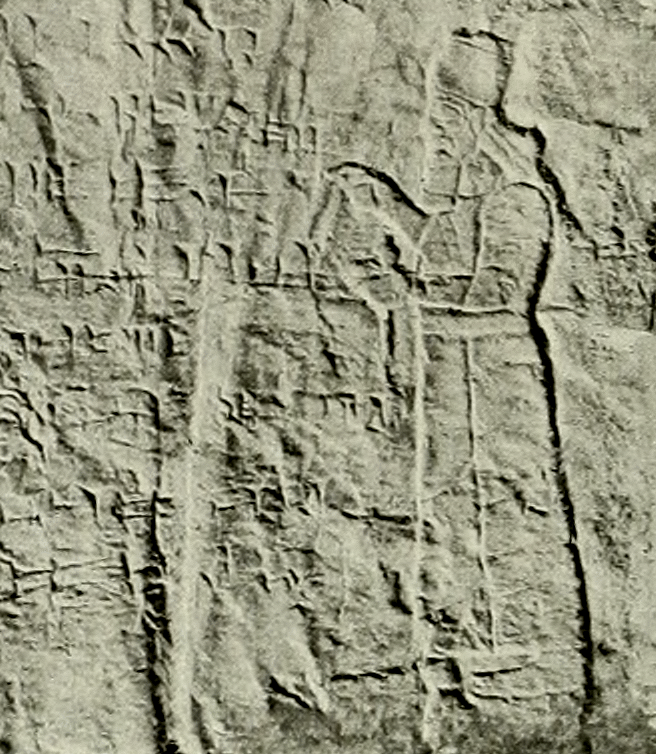

티글라트 필레세르 1세(헤브라이어 투쿨티-아필-에사라, 나의 신뢰는 에사라의 아들)는 아시리아 왕(제위 기원전 1114년 ~ 기원전 1076년)이다. 아슈르-레쉬-이시 1세의 아들인 그는 기원전 1115년 왕좌에 올랐고 아시리아 정복자중 가장 위대한 분중의 한 분이다.
그의 첫 원정은 유프라테스 상류의 어떤 아시리아 구역을 점령하고 있던 무쉬키를 목표로 한 것이었다. 그 후 그는 코마게네와 동 카파도키아를 침략하였고 히타이트를 말라티아의 수바르티 북동의 아시리아 주에서 몰았다. 그 다음의 원정에서 아시리아 군대는 반 호수의 남쪽 산맥으로 침입하였다. 그 후 서쪽으로 방향을 돌려 말라티아의 항복을 받았다.
그리고 그의 세 번째 원정에서 그는 티그리스강의 수원지까지 진격하였다. 그는 기원전 1076년에 사망하였고 그의 아들 아샤리드-아팔-에쿠르가 계승하였다.

## 같이 보기
- 티그라트-필레세르 2세
- 티글라트-필레세르 3세